# Cratone nordatlantico
Il cratone nordatlantico (nella terminologia in lingua inglese abbreviato in NAC, acronimo di North Atlantic Craton), è un cratone risalente all'Archeano affiorante nel comune di Avannaata (Groenlandia dell'Ovest), nella Provincia Nain e nel complesso Lewisiano (Scozia nordoccidentale).

## Caratteristiche
Il cratone è delimitato dall'orogene di Nagssugtoqidian a nord, e dall'orogene Ketilidan-cintura mobile della provincia di Makkovik a sud, datate a 1,87-1,8 miliardi di anni fa. Quest'ultima può essere collegata al margine Lewisiano-mar di Malin in Scozia, che a sua volta può essere collegato alla cintura magmatica trans-scandinava dell'antico continente Baltica.
I blocchi continentali e i frammenti cratonici del NAC sono contornati da cinture mobili paleoproterozoiche. Per tutto il corso del Mesoproterozoico, Neoproterozoico e Mesozoico (tra 1350 e 550 milioni di anni fa), quando questi blocchi formavano ancora un cratone coerente, una serie di estensioni continentali provocarono l'assottigliamento della litosfera. Il cratone nordatlantico si frammentò circa 60 milioni di anni fa con l'apertura del Mare del Labrador.
Il magmatismo ultrafemico è stato una costante nel cratone per almeno 3 miliardi di anni, mentre il magmatismo che ha dato luogo alla formazione di kimberlite si è avuto solo in due fasi: durante il Neoproterozoico (600-550 milioni di anni fa) nella porzione settentrionale del cratone, e nel Giurassico (tra 200 e 150 milioni di anni fa) nella parte meridionale del cratone. Il magmatismo neoproterozoico fu causato dall'apertura dell'Oceano Giapeto, dall'assottigliamento della litosfera lungo una zona di frattura e dalla comparsa di un mantle plume. Un sistema di rift sviluppatosi durante il Mesozoico provocò la frammentazione del cratone dando luogo nella fase iniziale a depositi di kimberlite e carbonatite lungo il Mare del Labrador.
Nella Groenlandia il cratone nordatlantico è composto principalmente da orto-gneiss di Tonalite-Trondhjemite-Granodiorite (TTG) separati e oscurati da cinture sopracrostali, complessi di anortosite e intrusioni granitiche. In Groenlandia è distinguibile una serie di terrane: a nord del ghiacciaio Frederikshåb Isblink, i terrane Akia, Isukasia e Kapisilik andarono probabilmente in collisione tra loro circa 2,95 miliardi di anni fa durante l'orogenesi Isukasia, anche se gli eventi sono mascherati dalle sovrapposizioni del Neoarcheano. 
I terrane Færingehavn, Tre Brødre e Tasiusarsuaq si fusero nel corso dell'orogenesi Tasiusarsuaq (2,8-2,7 miliardi di anni fa), anche se questi terrane subirono deformazioni e pieghe durante il Neoarcheano.
Nel corso dell'orogenesi Kapisilik (2,65-2,58 miliardi di anni fa) i terrane attorno al Godthåbsfjord, per lo più a nord di Nuuk, andarono in accrezione lungo la faglia Iivinnguit. A sud di Frederikshåb Isblink, i blocchi Paamiut e Neria entrarono probabilmente in collisione tra 2850 e 2830 milioni di anni fa, durante l'orogenesi Paamiut. A loro volta questi blocchi entrarono in collisione con il blocco Sioraq e i terrane Tasiusarsuaq tra 2760 e 2700 milioni di anni fa durante l'orogenesi Tasiusarsuaq.